# ルイ・シャルル・セザール・ル・テリエ

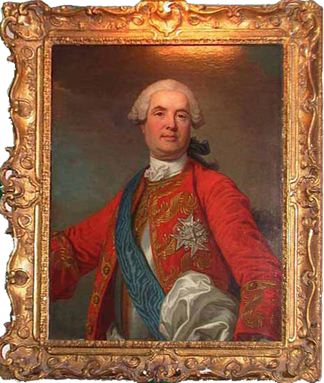
ルイ・シャルル・セザール・ル・テリエ、1759年作

ルイ・シャルル・セザール・ル・テリエの紋章

エストレ公ルイ・シャルル・セザール・ル・テリエ（フランス語: Louis Charles César Le Tellier, duc d'Estrées、1695年7月2日 - 1771年1月2日）は、フランス王国の軍人。1757年にフランス元帥に叙された。

## 生涯
ルーヴォワ侯爵フランソワ＝ミシェル・ル・テリエの息子でクルトンヴォー伯爵のミシェル・フランソワ・ル・テリエ（1663年 - 1721年）とジャン2世・デストレ（1624年 - 1707年）の娘マリー・アンヌ・デストレ（1741年没）の間で生まれた。母のマリー・アンヌはフランス元帥ヴィクトル＝マリー・デストレの妹であった。
騎兵中将として、1745年のフォントノワの戦いで頭角を現した。1757年2月24日にフランス元帥に叙された後、七年戦争でヴェストファーレン方面軍を指揮した。同年7月26日のハステンベックの戦いでカンバーランド公ウィリアム・オーガスタス率いるハノーファー・ヘッセン連合軍に勝利したが、直後に更迭された。
1759年にフランス軍がミンデンの戦いで敗れると、ル・テリエはドイツにいるフランス軍の調査を命じられた。その後、軍務に呼び戻されたが、1762年のヴィルヘルムスタールの戦いで敗北した。
1746年に聖霊勲章を授与され、1763年に母方の家族からエストレ公位を継承した。
1736年、フリーメイソンに加入した。

## 家族
ル・テリエは2度結婚した。1度目の妻はアンヌ・カトリーヌ・ド・シャンパーニュ・ラ・スーズ（Anne Catherine de Champagne La Suze）で、2度目の妻はアデライド・フェリシテ・ド・ブルラー・ド・シレリー・ド・プイシュー（Adélaïde Félicité de Brûlart de Sillery de Puysieux）であった。